# Saifa
Saifa (碎破, Saifā, destruir esmagando) é um Kata de caratê originalmente praticado nos estilos Goju-ryu e Shito-ryu.

## História
É dito que suas origens remontam à província de Fujian (Fuzhou) na China, onde foi estudado pelo mestre Kanryo Higaonna, que o transmitiu a seus alunos em Oquinaua. O Kata é praticado na Goju-ryu e na Shito-ryu cada linhagem desses estilos pratica uma forma deste Kata com leves diferenças entre si. O estilo Kyokushin pratica uma forma bem modificada, por Mas Oyama, deste Kata

## Características
A forma contém técnicas de aplicação próxima ao oponente, com a finalidade de o desequilibrar, antes de promover o real ataque, que podem partir de qualquer ponto em qualquer direcção e aplicados de diversas formas, como o uraken ou tetsui.
Outro ponto importante é que a mesma mão que ataca pode defender e vice-versa. Os movimentos são basicamente circulares, apontando para uma consciência do controle do oponente, o que é conseguido com técnicas de torite. E, posto que sua duração seja breve, pois antes da criação dos Katas Gekisai ichi e Gekisai ni este foi o Kata introdutório do Goju-ryu.